# Britta Röwer
Britta Röwer (* 28. November 1972) ist eine ehemalige deutsche Fußballspielerin. 

## Karriere

### Verein
Röwer gehörte von 1994 bis 1996 zunächst dem TSV Siegen in der seinerzeit zweigleisigen Bundesliga an und danach, bis 2001, den Sportfreunden Siegen in der eingleisigen Bundesliga. Ihre letzte Saison, 2001/02, spielte sie – Abstieg bedingt – in der Regionalliga, der zweithöchsten Spielklasse im Frauenfußball.
Mit dem TSV Siegen erreichte sie zweimal ein Endspiel: das erste am 24. Juni 1995 im Berliner Olympiastadion vor 25.000 Zuschauern – als Vorspiel zum Männerfinale um den nationalen Vereinspokal – wurde mit 1:3 gegen den FSV Frankfurt verloren.
Das zweite Endspiel, das um die Deutsche Meisterschaft, gewann sie am 2. Juni 1996 im Frankfurter Stadion am Brentanobad gegen die SG Praunheim durch das 1:0-Siegtor von Michaela Kubat in der 29. Minute.

### Auswahlmannschaft
Des Weiteren kam sie am 23. Mai 1993 in Rheine als Auswahlspielerin des Fußball- und Leichtathletik-Verbandes Westfalen beim 2:1-Sieg über die Auswahlmannschaft des Hessischen Fußball-Verbandes um den Länderpokal zum Einsatz.

## Erfolge
- Deutscher Meister 1996
- DFB-Pokal-Finalist 1995
- Länderpokal-Sieger 1993